# 9822 Гайдукова
9822 Гайдукова (9822 Hajduková) — астероїд головного поясу, відкритий 26 березня 1971 року.
Тіссеранів параметр щодо Юпітера — 3,530.